# Blepharolejeunea saccata
Blepharolejeunea saccata là một loài Rêu trong họ Lejeuneaceae. Loài này được (Stephani) Slageren & Kruijt mô tả khoa học đầu tiên năm 1985.